# Ornithogalum visianicum
Ornithogalum visianicum är en sparrisväxtart som beskrevs av Muzio Giuseppe Spirito de Tommasini. Ornithogalum visianicum ingår i släktet stjärnlökar, och familjen sparrisväxter. Inga underarter finns listade i Catalogue of Life.